# Wallyscar
Wallyscar — з 2007 року автовиробник зі штаб-квартирою в Ла-Марса (фр. La Marsa), Туніс. Засновник компанії, французький емігрант Ніколя Каґнот.
Компанія також є кореспондентом з постачання запчастин, для таких марок, як Citroen, Peugeot, Siemens VDO і UTAC. Як перші три цифри ідентифікаційного номера транспортного засобу — міжнародного коду виробника WMI, компанія використовує присвоєний їй код CL9. Зважаючи на те, що автообілі «Ізіс» виробляються у невеликих кількостях (менше, ніж 500 одиниць за рік), і на те, що на третьому місці коду WMI стоїть цифра «9», що може збігатися із іншими дрібносерійними заводами, на 12-му, 13-му та на 14-му місцях VIN-коду проставляють додатковий індивідуальний код заводу «001».

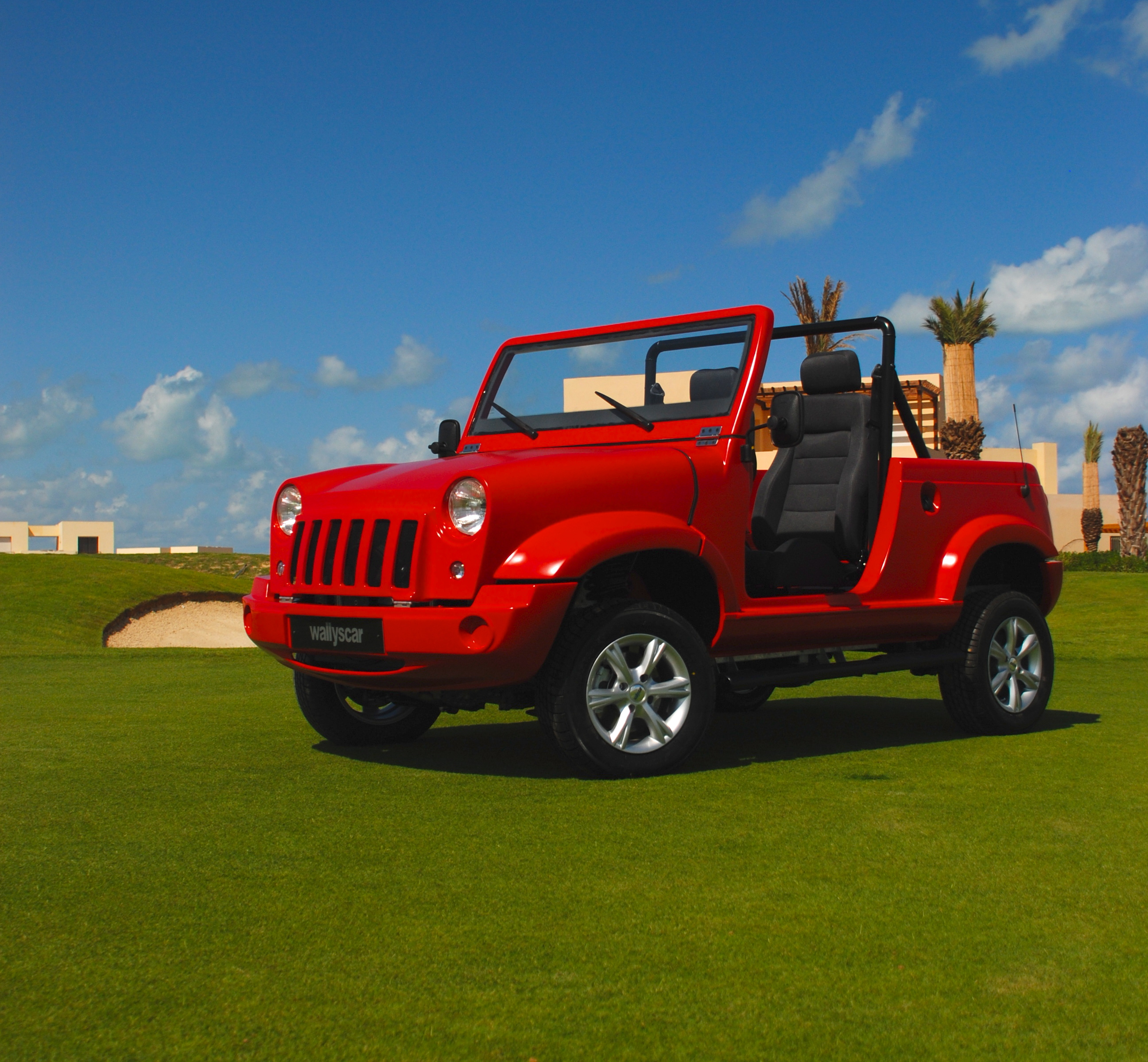
Wallyscar Izis

Першою моделлю виробника був міні-позашляховик Wallyscar Izis (кабріолет), який, починаючи з дев'ятнадцятого жовтня 2008 року, складається за так званою CKD технологією імпорту. Відповідальна за дизайн німецька дизайнерська компанія «Designunternehmen h&h design». Автомобіль названо на честь прізвиська фотографа Israëlis Bidermanas, (помер в 1980 році).
На авто встановлюється бензиновий двигун типу «Tu 3A», від PSA Peugeot Citroën. Двигун з чотирма циліндрами, об'ємом 1360 см³ і двома клапанами на циліндр, потужністю 55,2 кВт. Довжина автомобіля: 3340 мм, ширина: 1560 мм, колісна база: 2700 мм; радіус повороту становить 9,2 метра. Модель доступна поки тільки в Тунісі, Марокко, Франції і Панамі. Базова ціна без урахування податкових платежів: 11 050 €. В Euro NCAP Ізіс присвоєно 2 зірки.